# 下延毛蕨
下延毛蕨（学名：Cyclosorus attenuatus）为金星蕨科毛蕨属下的一个种。